# Neuve-Maison
 Neuve-Maison  es una población y comuna francesa, en la región de Picardía, departamento de Aisne, en el distrito de Vervins y cantón de Hirson.

## Demografía
| 607 | 648 | 684 | 773 | 968 | 941 | 1 007 | 1 075 | 1 029 | 1 014 | 991 | 927 | 886 | 982 | 871 | 842 | 829 | 762 | 820 | 777 | 732 | 750 | 692 | 675 | 602 | 521 | 526 | 487 | 482 | 512 | 669 | 617 | 642 |
| Para los censos de 1962 a 1999 la población legal corresponde a la población sin duplicidades (Fuente: INSEE [Consultar]) |     |     |     |     |     |       |       |       |       |     |     |     |     |     |     |     |     |     |     |     |     |     |     |     |     |     |     |     |     |     |     |     |